# Фиалка душистая
Фиа́лка души́стая (лат. Víola odoráta) — травянистое многолетнее растение семейства Фиалковые.

## Названия
Родовое название Viola — латинское название приятно пахнущих фиалковых, возможно, уменьшительное от греч. ιον — фиалка; видовое odorata от лат. odor — запах.
Анненков Н. И. в Ботаническом словаре (1878) в статье о фиалке душистой приводит следующие простонародные и книжные названия, употреблявшиеся в разных местностях России с указанием места, где эти названия встречаются, и лиц, зафиксировавших эти названия в печати или письменно:
«Бышышных (от слова „бышыха“ — рожа, болезнь) (Умань), весёлые глазки (Ак.), маткина душка (Орл.), кінски копитці (Умань), підлісок (Малор. Рог.), душистая фиалка, пахучая фиалка, пунцовый фиалок (Кондр.), троичный цвет (Сл. Ц.)».
Здесь же указываются существовавшие названия этого растения у разных народов, живших в России, и названия на немецком, французском и английском языках:
«Пол. Marcowj Fiołek. — Сербск. (питома) љубичица, мирисна (модра, пољска, хрома, плава) љубица, виојла, вијола, вијолица (Симоновић). — Груз. Ia. — Имер. Гур. Мингр. Ia- Ia. Абх. у Сух. А́ацера́хуш. — Рач. и Мингр. Яйя (Чернявский).

Нем. Das Blauochschen, das Märzveilchen, das wohlriechende Veilchen, die blaue Viole. — Франц. Lá Violette odorante ou de Mars. Jacée du printemps. — Англ. March Violet. Purple Violet. Sweet-Violet.».

## Биологическое описание

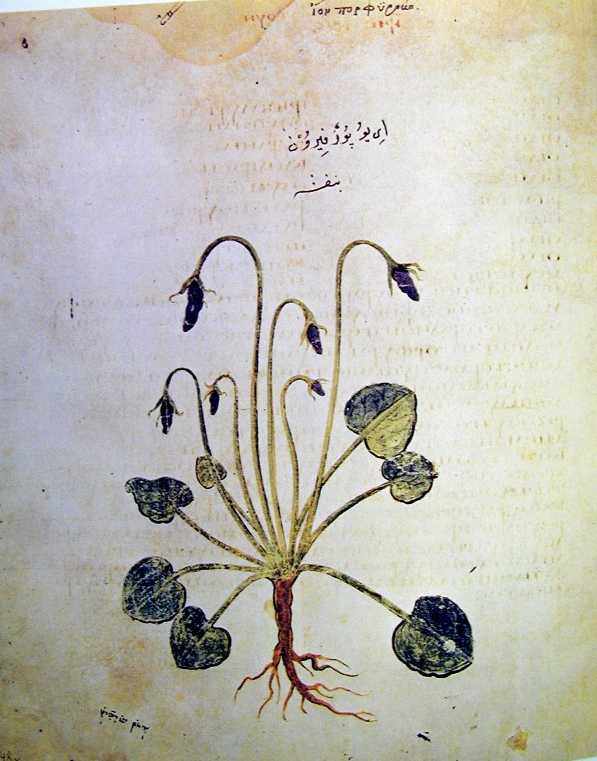
Фиалка душистая (Венский Диоскорид, Византия, VI век)

Фиалка душистая — многолетнее зимнезелёное наземное травянистое растение без облиственного стебля высотой до 15 см, с толстым ползучим корневищем, дающим многочисленные розетки прикорневых листьев и надземные укореняющиеся в узлах побеги (столоны). Столоны длинные, тонкие, 1,5—2 мм в диаметре, обычно хорошо выражены.
Листья простые, все собраны в прикорневой розетке, вместе с черешком не более 15 см длиной. Листовая пластинка с наибольшей шириной около середины, почти округлая, реже почковидная, глубокосердцевидная при основании и слегка короткозаострённая на верхушке, по краям городчато-пильчатая. У основания листьев имеются 2 прилистника. Прилистники цельные, яйцевидно-ланцетные, цельнокрайные или по краю очень коротко железисто бахромчатые, с бахромками без ресничек.
Всё растение, включая черешки, цветоносы и обычно коробочки, густо опушено крупными волосками.
Цветки одиночные, на цветоножках, развиваются в пазухах прикорневых листьев. Околоцветник двойной, разделение околоцветника на венчик и чашечку вполне отчётливое, лепестки все свободные. Чашелистиков пять, голых, на вершине притупленные. Лепестков пять в зигоморфных цветках, тёмно-фиолетовых, реже белых; нижний лепесток немного шире остальных, со шпорцем, боковые лепестки направлены вниз. Цветки с приятным сильным ароматом. Тычинок пять, на верхушке имеется по одному придатку, гинецей из трёх плодолистиков с верхней завязью с париентальными плацентами.
Фиалка душистая чутко реагирует на приближение ненастья. Чтобы влага не попала на тычинки и пестики, цветки поникают, их лепестки прижимаются друг к другу. Заметив такое явление, можно с уверенностью ждать ухудшения погоды.
Цветёт в апреле—начале мая и второй раз в конце лета, плодоносит в июне.
Плод ценокарпный — шаровидная трёхсторонняя, опушённая короткими волосками, одногнёздная зеленоватая коробочка 3—5 мм в диаметре, с постенным расположением семян, окружённая сохраняющейся чашечкой и раскрывающаяся тремя створками по месту срастания плодолистиков. Коробочки, лежащие на земле на поникающих цветоносах, часто погружены в подстилку.
Семена мелкие, длиной 1,25—1,75 мм, шириной и толщиной 0,75—1 мм, обратнояйцевидной формы. Мирмекохорные придатки крупные, их длина может достигать половины длины семени.
Семена распространяются исключительно муравьями (облигатная мирмекохория).

## Географическое распространение
Общее распространение — Европа (преимущественно в западных и центральных районах), Крым, Кавказ, Балканы, Малая и Передняя Азия, север Африки.
В России встречается в европейской части, тяготея к чернозёмной полосе, Закавказье и Хабаровском крае. Произрастает во многих среднероссийских областях.

## Экология
Произрастает в широколиственных лесах, разрастаясь на опушках, полянах и просеках, южных горных склонах, поросших лесом.
Культивируется, иногда дичает. Одичавшие растения можно встретить в старых парках, садах, бывших усадьбах, близ дорог.
Предпочитает солнечные места, рыхлые, плодородные почвы. Переносит небольшое затенение. В засушливую погоду необходим полив.
Фиалка душистая внесена в Красную книгу Челябинской области.

## Способы размножения и распространения
Размножение фиалки душистой и её расселение осуществляется семенами и вегетативным путём. Если сажать фиалку, то нужно делать это на глубине не больше 10-ти сантиметров. Требуется систематический полив.
Фиалка душистая — самоопыляемое растение. Наряду с нормально окрашенными раскрывающимися цветками (хазмогамными) у неё образуются и мелкие невзрачные нераскрывающиеся так называемые клейстогамные цветки. Часто хазмогамные и клейстогамные цветки сменяют друг друга при различных условиях вегетации. Так, в широколиственных лесах ранней весной у фиалки цветут только хазмогамные цветки, а когда листья на деревьях распускаются и в лесу появляется тень, образуются клейстогамные цветки, дающие семена и плоды путём самоопыления. Клейстогамные цветки располагаются ниже уровня листьев на почти полегающих цветоносах. Слабые, лежачие плодоножки опускают коробочки на землю. Раскрываясь, коробочки высыпают зрелые семена непосредственно под материнским растением.
Фиалка душистая — энтомофильное, чисто мирмекохорное растение, у которого выбрасывающий механизм полностью утерян. Её семена снабжены очень крупными элайосомами, гораздо более длинными, чем у диплохорных видов. При наблюдениях отмечено, что количество проросших семян увеличивается после того, как их кожура была обгрызена муравьями. Семена с искусственно удалёнными элайосомами почти не привлекают муравьёв. Клейстогамные семена переносятся муравьями менее часто, хотя имеют крупные элайосомы.
Вегетативно размножается надземными ползучими побегами, способными укореняться в узлах, образуя куртины. Побеги, развивающиеся в течение вегетационного периода, зацветают на второй год.

## Химический состав
Содержит тритерпеноиды, алкалоиды, фенолкарбоновые кислоты, лейкоантоцианиды, жирное масло, триглицериды. В корнях и корневищах имеются эфирное масло (0,01—0,04 %), флавоноиды (0,5 %), фенолкарбоновые кислоты; в траве — сапонины; в листьях — эфирное масло (до 0,004 %), стероиды (0,033 %), витамин C, каротин, флавоноиды. В цветках найдены органические кислоты, эфирное масло (до 0,004 %), сапонины, высшие жирные и фенолкарбоновые кислоты; в семенах — жирное масло (23,3 %).

## Хозяйственное значение
Фиалка душистая используется как эфиромасличное, лекарственное, медоносное и декоративное растение.

### Лекарственное применение
Фиалка душистая  применялась как лекарственное растение ещё в глубокой древности. О её целебных свойствах упоминают в своих сочинениях древнегреческий врач Гиппократ, римский писатель и учёный Плиний Старший, персидский ученый Абу Али Ибн Сина (Авиценна) и др. Одо из Мена в поэме «О свойствах трав» (XI век) — ценном памятнике средневековой медицины, ботаники и поэзии — посвятил лечебным свойствам фиалки душистой целую главу, которая начинается следующими строками: 
«Розы красою своей и сверкание лилий не могут 
 ни ароматом, ни свойством с душистою спорить фиалкой».
В больших дозах и при длительном применении препараты фиалки вызывают понос и рвоту, боли в животе. Специфических лечебных мероприятий нет. Обычно ограничиваются промыванием желудка водной взвесью активированного угля, дают слабительные средства, назначают высокие клизмы. Дальнейшее лечение — симптоматическое.
В ароматерапии масло фиалки применяют для того, чтобы снять головную боль и головокружение, для успокоения.

### Применение в декоративном садоводстве
В европейских монастырских садах из всех видов фиалок фиалка душистая была введена в культуру одной из первых. Датой её введения в культуру считается 1542 год.
Однако в литературных источниках имеются упоминания о декоративном применении фиалки душистой задолго до этой даты. Так, в «Геопониках», византийской сельскохозяйственной энциклопедии X века, при устройстве плодовых садов и усадеб даётся такой совет: «всё пространство между деревьями должно быть заполнено розами, лилиями, фиалками и шафраном — цветами, наиболее приятными по своему виду и запаху и наиболее выгодными и полезными для пчёл» (X 1, 3). Здесь же приводятся рекомендации по срокам посадки фиалок и советы по её практическому применению (XI 22; 23).
Известно много культурных форм с жёлтыми, белыми и розовыми цветками. В культуре часто выращивают следующие сорта фиалки душистой:
- 'Bechtles Ideal' — крупноцветковый сорт, используемый для выгонки;
- 'Соеur d’Alsace' — цветки розовые;
- 'Christmas' — цветки белые;
- 'Czar' — цветки лиловые, очень душистые;
- 'Konigin Charlotte' — с крупными цветками глубокого тёмно-фиолетового тона;
- 'Red Charme' — с красновато-пурпурными цветками;
- 'Triumph' — с наиболее крупными цветками.

Фиалка душистая используется для выгонки. С осени растения высаживают в горшки, до середины октября держат в холодном парнике, а затем выносят в холодную оранжерею с температурой 8-10 °C. Когда растения тронутся в рост, их ставят ближе к свету, подальше от источника тепла, и начинают обильно поливать, опрыскивать тёплой водой. Зацветают через месяц.
Используется для выращивания в цветниках, бордюрах, миксбордерах, на каменистых горках, в альпинариях, в вазах и при озеленении балконов. Выращивается для срезки. Душистые фиалки особенно хороши в небольших весенних букетиках.
Недооцениваемое, но очень полезное почвопокровное растение, хорошо выглядит с ранневесенними луковичными растениями.

### Другое применение (косметика, кулинария и пр.)
Как эфиромасличное растение, фиалка душистая культивируется во многих странах мира, но чаще всего её выращивают во Франции, а также в Италии, Испании, Германии и Алжире. Эфирное масло (Масло фиалки душистой) из цветков, листьев и корней используют в парфюмерии для получения духов высшего класса. Для получения ароматического масла обычно выращивают сорта 'Парма' и 'Виктория'.
В кондитерском производстве фиалка применяется для ароматизации сладостей и напитков.
Раньше считалось, что разновидностью фиалки душистой является душистая махровая фиалка пармская (Viola odorata var. parmensis DC.), которую с XVI века выращивают в Италии и на юге Франции, однако ныне доказано её гибридное происхождение от турецкой разновидности фиалки белой (Viola alba subsp. dehnhardtii) и неустановленной средиземноморской фиалки.

## Фиалка в искусстве
О фиалке имеется множество легенд и сказаний, которые сохранились до наших дней. Скромный светло-лиловый цветок с нежным ароматом по одному преданию связан с гибелью Аттиса, возлюбленного фригийской богини Кибелы, по другому — это преображённая слеза благодарности Адама за радостную весть, принесённую архангелом Гавриилом, о прощении Богом всех его грехов. Среди всего красочного многообразия фиалок особой популярностью и любовью всегда пользовалась фиалка душистая.
У древних греков она считалась цветком печали, и в то же время была символом пробуждающейся природы, её ежегодного обновления. Без этих цветов не обходился ни один праздник.
Римляне широко применяли фиалку в лечебных целях, добавляли в вино, называя его «весенним напитком». Древняя римская поговорка in viola esse дословно означает «возлежать на фиалках», или «блаженствовать».
В южной Германии в честь этого первого весеннего цветка устраивались празднества — день весны.
Всенародной любовью эти фиалки пользовались во Франции. Наверное, именно поэтому эти скромные цветочки стали одним из символов не только легендарных парижских цветочниц, но и самой французской столицы.
Фиалки — эмблема французского города Тулузы. В Средние века в нём проводились состязания поэтов, а высшей наградой победителю служило украшение в виде золотой фиалки. В конце XIX века тулузские кондитеры первыми начали засахаривать цветки фиалки и продавать их по всей Европе.
Известно, что талисманом и любимым цветком Наполеона Бонапарта и его супруги Жозефины была душистая фиалка, с которой в их жизни связано множество историй.
Фиалка душистая всегда пользовалась особой симпатией у многих французских актрис — у любимицы графа Морица Саксонского Адрианы Лекуврёр, прелестной мадемуазель Клерон и знаменитой Сары Бернар.
Страстным почитателем фиалки душистой был И. В. Гёте. Он не просто любил фиалки, но занимался оригинальным способом их разведения. Так, выходя на прогулку по окрестностям своего родного Веймара, он всегда брал с собой пакетик с семенами этих цветов и высевал их во всех подходящих для этого местах. В результате, ещё при жизни поэта пригороды Веймара покрылись цветущими лужайками фиалок, которые немцы до сих пор называют «цветами Гёте». А немецкие садовники вывели огромное количество сортов душистой фиалки, названных ими в честь героев произведений Гёте.
Душистую фиалку упоминает в "Мертвых душах" Н.В.Гоголь, описывая табакерку Чичикова: "Чтобы еще более согласить в чем-нибудь своих противников, он всякий раз подносил им всем свою серебряную с финифтью табакерку, на дне которой заметили две фиалки, положенные туда для запаха". 
Неизменным почитателем фиалок был русский писатель И. С. Тургенев. По свидетельству современников, будучи вдали от родины, он постоянно приносил своим друзьям букетики трогательных весенних цветочков.
Не обошли фиалку душистую своим вниманием и англичане — она воспета в творениях Шекспира, Шелли и Томаса Мура.